# Pobrežje (gmina Črnomelj)
Pobrežje – wieś w Słowenii, w gminie Črnomelj. W 2018 roku liczyła 8 mieszkańców.